# 田口尚幸
田口 尚幸（たぐち ひさゆき、1964年3月 - ）は、日本の国文学者。愛知教育大学教育学部国語教育講座教授。

## 経歴
岐阜県土岐市出身。本名は、尚之（ひさゆき）。岐阜県立多治見北高等学校、慶應義塾大学文学部卒業、同大学院文学研究科国文学専攻修士課程修了。上代・中古・中世・近世に時代区分される古典文学のうち、上代では万葉集の山部赤人、中古では伊勢物語、近世では箏曲・地歌の歌詞を研究対象とする。
伊勢物語の研究では、通説と称されることもある三段階成立論を多角的に検討し、批判的立場に立つ。章段どうしを相互補完的につないで通読する「相補論」＝「つなぎ読み」を展開。「伊勢物語対話講義」「伊勢物語で遊ぼう」も、無料公開している。
山部赤人に関しては、作者による周到な計算にもとづく表現方法の解明につとめる。
箏曲・地歌に関しては、歌詞解説の立場から、演奏家と組んで活動することもある。

## 著書
- 『伊勢物語相補論』（おうふう、2003年9月）
- 『伊勢物語入門　ミヤビとイロゴノミの昔男一代記』（鼎書房、2004年6月）
- 『読めて書ける伊勢物語　四十五首の恋心』（日本習字普及協会、2008年3月）
- 『万葉赤人歌の表現方法　批判力と発想力で拓く国文学』（鼎書房、2010年3月）
- 『箏曲地歌五十選　歌詞解説と訳』（邦楽ジャーナル、2009年1月）